# Segunda División 1983/84
Die Segunda División 1983/84 war die 53. Spielzeit der zweithöchsten spanischen Fußballliga. Sie begann am 3. September 1983 und endete am 27. Mai 1984. Meister wurde Castilla CF.

## Vor der Saison
Die 20 Mannschaften trafen an 38 Spieltagen jeweils zweimal aufeinander. Die drei besten Mannschaften stiegen in die Primera División auf. Reservemannschaften waren nicht aufstiegsberechtigt. Die letzten vier Vereine stiegen ab.
Als Absteiger aus der Primera División nahmen UD Las Palmas, Celta Vigo und Racing Santander teil. Aus der Segunda División B kamen Algeciras CF, Bilbao Athletic, FC Granada und CD Teneriffa.

## Abschlusstabelle
| Pl. | Verein                | Sp. | S  | U  | N  | Tore    | Diff. | Punkte |
| --- | --------------------- | --- | -- | -- | -- | ------- | ----- | ------ |
| 1.  | Castilla CF 1         | 38  | 19 | 12 | 7  | 069:470 | +22   | 50:26  |
| 2.  | Bilbao Athletic (N) 2 | 38  | 20 | 10 | 8  | 061:390 | +22   | 50:26  |
| 3.  | Hércules Alicante     | 38  | 16 | 13 | 9  | 046:350 | +11   | 45:31  |
| 4.  | Racing Santander (A)  | 38  | 16 | 12 | 10 | 053:390 | +14   | 44:32  |
| 5.  | FC Elche              | 38  | 16 | 11 | 11 | 064:400 | +24   | 43:33  |
| 6.  | Celta Vigo (A)        | 38  | 15 | 12 | 11 | 045:360 | +9    | 42:34  |
| 7.  | Barcelona Atlètic     | 38  | 14 | 12 | 12 | 055:480 | +7    | 40:36  |
| 8.  | FC Granada (N)        | 38  | 15 | 10 | 13 | 042:360 | +6    | 40:36  |
| 9.  | Deportivo La Coruña   | 38  | 14 | 11 | 13 | 037:390 | −2    | 39:37  |
| 10. | CD Castellón          | 38  | 14 | 9  | 15 | 045:570 | −12   | 37:39  |
| 11. | UD Las Palmas (A)     | 38  | 12 | 12 | 14 | 046:520 | −6    | 36:40  |
| 12. | Recreativo Huelva     | 38  | 12 | 12 | 14 | 032:480 | −16   | 36:40  |
| 13. | Real Oviedo           | 38  | 13 | 9  | 16 | 044:490 | −5    | 35:41  |
| 14. | Atlético Madrileño    | 38  | 12 | 10 | 16 | 064:630 | +1    | 34:42  |
| 15. | CD Teneriffa (N)      | 38  | 11 | 12 | 15 | 045:490 | −4    | 34:42  |
| 16. | Cartagena FC          | 38  | 9  | 15 | 14 | 035:460 | −11   | 33:43  |
| 17. | Linares CF            | 38  | 11 | 10 | 17 | 039:550 | −16   | 32:44  |
| 18. | Algeciras CF (N)      | 38  | 10 | 12 | 16 | 034:450 | −11   | 32:44  |
| 19. | Palencia CF           | 38  | 8  | 13 | 17 | 033:490 | −16   | 29:47  |
| 20. | Rayo Vallecano        | 38  | 7  | 15 | 16 | 034:510 | −17   | 29:47  |

Platzierungskriterien: 1. Punkte – 2. Direkter Vergleich (Punkte, Tordifferenz, geschossene Tore) – 3. Tordifferenz – 4. geschossene Tore

| (A) | Absteiger der Saison 1982/83         |
| (N) | Neuaufsteiger der Segunda División B |

## Nach der Saison
Aufsteiger in die Primera División
- 03. – Hércules Alicante
- 04. – Racing Santander
- 05. – FC Elche

 Absteiger in die Segunda División B
- 17. – Linares CF
- 18. – Algeciras CF
- 19. – Palencia CF
- 20. – Rayo Vallecano

 Absteiger aus der Primera División
- FC Cádiz
- RCD Mallorca
- UD Salamanca

 Aufsteiger in die Segunda División
- CD Calvo Sotelo
- CD Logroñés
- CF Lorca Deportiva
- CE Sabadell